# Los Hatillos (Veraguas)
Los Hatillos es un corregimiento del distrito de San Francisco en la provincia de Veraguas, República de Panamá. La localidad tiene 1.365 habitantes (2010).